# The Garrett Building
The Garrett Building es un edificio histórico de oficinas ubicado en los números 233-239 de Redwood Street, en Baltimore (Maryland, Estados Unidos). Es un rascacielos de 13 pisos con revestimiento de piedra caliza que combina el estilo comercial neorrenacentista. Fue diseñado y construido en 1913 por los arquitectos de Baltimore JB Noel Wyatt y William G. Nolting para la compañía de banca de inversión Garrett and Sons, una institución financiera líder de Baltimore que ofrece una amplia variedad de servicios en varias ciudades.

## Historia
Robert Garrett era un inmigrante y comerciante irlandés que llegó a Baltimore en 1801 y abrió su empresa financiera en 1819. Su hijo, John W. Garrett, fue un banquero, filántropo y presidente estadounidense del Ferrocarril de Baltimore y Ohio (B&O), cuyo apoyo a la Unión fue fundamental en la Guerra de Secesión. Fue un confidente cercano de Johns Hopkins y George Peabody). El bisnieto de Robert Garrett, Robert Garrett, fue un atleta olímpico y una figura destacada en la vida cívica de Baltimore en el siglo XX. Robert Garrett & Sons tuvo su sede allí hasta 1974, cuando se fusionó con Alex. Brown & Sons.
El bufete de abogados de Baltimore Gordon Feinblatt, que había alquilado un espacio en el Garrett Building desde 1967, compró el edificio en 1981 y luego comenzó uno de los mayores proyectos de restauración individuales de la historia del centro de Baltimore. El proyecto se completó en enero de 1984. Desde entonces, Gordon Feinblatt ha tenido su sede en el edificio.
El edificio Garrett fue incluido en el Registro Nacional de Lugares Históricos en 1982.